# Zhukovski (ciudad)
Zhukovski es una ciudad del óblast de Moscú, Rusia, situada a la orilla del río Moscova, un afluente del río Oká, que a su vez es afluente del Volga. Tiene una población de unos 105 000 habitantes en el censo de 2010.

## Historia

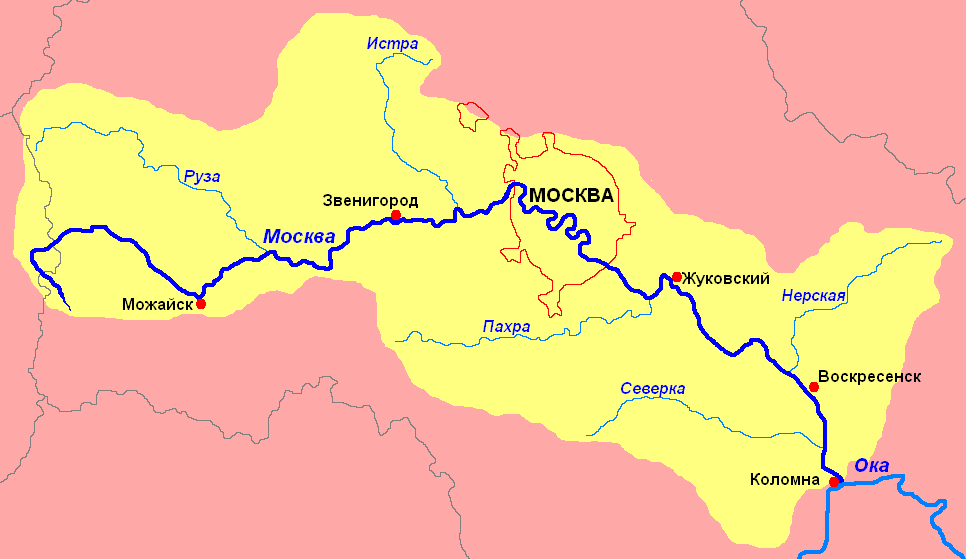
Mapa en ruso del río Moscova (Москва) en el que aparece, a la derecha de Moscú (Mockba), Zhukovski (Жуко́вский)

Se fundó en 1935, y se llamó así en honor al ingeniero industrial Nikolái Zhukovski.